# Consejo de los Helenos
El Consejo de los Helenos o Parlamento Helénico (en griego Βουλή των Ελλήνων, Voulí ton Ellinon, literalmente «Boulé de los Helenos») es el parlamento de Grecia, está localizado en el Antiguo Palacio Real, en la plaza Síntagma en Atenas y es la institución democrática suprema que representa a los ciudadanos griegos a través de los 300 Miembros del Parlamento (MP), elegidos por sufragio directo, universal, secreto y obligatorio, para un período de 4 años. Hay que señalar también, que el partido más votado en las elecciones obtiene un bono adicional de 50 de los 300 escaños del parlamento.

## Historia
Aunque durante la Revolución Griega se celebraron varias Asambleas Nacionales, el primer parlamento nacional del Estado griego independiente fue establecido en 1843, después de la Revolución del 3 de septiembre, lo que obligó al rey Otón I de Grecia a conceder una Constitución. En 1911, una revisión de la Constitución fortaleció los derechos humanos, el Estado de Derecho y la modernización de las instituciones, entre ellas el Parlamento.
Después de siete años de dictadura militar, el 8 de diciembre de 1974 se realizó un referéndum para decidir sobre la naturaleza de la forma de gobierno. Por una mayoría del 69,18 %, los griegos decidieron en contra de una monarquía constitucional y a favor de una república parlamentaria.

## Composición y organización

### Elección
El Parlamento Helénico tiene 300 miembros, elegidos para un mandato de cuatro años mediante un sistema de representación proporcional "reforzado": 238 escaños son adjudicados en 56 circunscripciones o distritos electorales (48 plurinominales y 8 uninominales) y los votantes pueden elegir el candidato o candidatos de su preferencia, marcando su nombre en la boleta electoral del partido; 12 escaños se distribuyen también proporcionalmente a escala nacional, con un umbral del 3% requerido para obtener representación parlamentaria. Sin embargo, el partido político que obtiene el mayor número de votos recibe 50 escaños adicionales, que son asignados a los candidatos no electos de ese partido en los siguientes puestos de las listas en las circunscripciones donde obtuvo mayor votación. Son elegibles para diputados (derecho electoral pasivo) los ciudadanos griegos mayores de 18 años a la fecha de la elección. Con la única excepción de los profesores universitarios, los ciudadanos que son funcionarios públicos no están calificados para presentar sus candidaturas, a menos que renuncien irrevocablemente a su cargo antes de su postulación.

### Mayoría absoluta
La mayoría absoluta parlamentaria se consigue cuando un partido político o coalición de partidos obtiene al menos la mitad más uno (151 de 300) del total de escaños. Los votos en blanco y no válidos, así como los votos emitidos para los partidos políticos que no alcanzan el umbral del 3 %, se descartan a efectos de la asignación de escaños. Si ninguna organización política obtiene la mayoría absoluta, el partido político que obtuvo la mayor cantidad de escaños debe conformar un gobierno de coalición con el apoyo de al menos 151 miembros del Parlamento Helénico, siguiendo el mandato del Presidente de la República conforme al procedimiento establecido en la Constitución.

### Inmunidad parlamentaria
Los miembros del Parlamento son inmunes a la persecución penal, arresto o detención, mientras están en ejercicio del cargo. También son inmunes a tener que dar información ante las autoridades en cuanto a sus funciones legislativas y deliberaciones. Sin embargo, no son inmunes a las acciones civiles. Los presuntos delitos cometidos en condición oficial de diputado (por ejemplo, la malversación de fondos públicos) pueden ser procesados solamente después de un juicio político en el Parlamento. Los ministros del gobierno que no son miembros del Parlamento están sujetos al mismo procedimiento. El juicio político está en manos de un tribunal ad hoc especial. Los presuntos delitos cometidos por la capacidad personal del diputado (por ejemplo, homicidio) pueden ser juzgados sólo después de que el Parlamento vote la suspensión de la inmunidad del diputado, a petición de un fiscal y sólo en relación con el presunto delito en particular. En tales casos, el procedimiento es asignado a un tribunal ordinario. La autorización del Parlamento no es necesaria si un diputado es "sorprendido en flagrancia" en la comisión de un delito (homicidio, por ejemplo).

### Organización
La gestión del Parlamento Helénico está a cargo del Presidium (en griego Προεδρείο της Βουλής), conformado por el presidente, cinco Vicepresidentes, tres Cuestores y seis Secretarios. Se caracteriza por una composición multipartidista, lo que significa que el presidente, tres vicepresidentes, dos cuestores y un secretario pertenecen al partido de gobierno; el cuarto vicepresidente, un cuestor y un secretario pertenecen al principal partido de oposición; el quinto vicepresidente y un secretario pertenecen al segundo mayor partido de la oposición; el sexto vicepresidente al tercer mayor partido opositor y el séptimo vicepresidente corresponde al cuarto mayor partido de la oposición. Un miembro del Presidium, que debe ser un miembro del Parlamento, no puede ser un miembro del Gabinete. Mientras que el presidente del Parlamento y los Vicepresidentes son elegidos al comienzo de cada término y para toda la duración de ese término, el mandato de los cuestores y de los secretarios es por la duración del período ordinario de sesiones del Parlamento para el que fueron elegidos.

### Histórico de resultados y distribución de escaños
| 15 | 11 | 126 | 16   | 72 | 60   |
| PM | DS | PL  | Otr. | PP | GLRE |

| 68  | 48 | 12   | 20  | 206 |
| EPE | PL | Otr. | EKE | NPE |

| 18 | 35  | 56 | 18   | 45   | 62 | 16  |
| DP | KGP | PL | Otr. | EPEK | PP | PAP |

| 10  | 57 | 3  | 74   | 114 |
| EDA | PL | O. | EPEK | ES  |

| 51      | 247 |
| EPEK-PL | ES  |

| 10            | 3  | 165 |
| AE-ID-PL-EPEK | O. | ES  |

| 79  | 36 | 14 | 171 |
| EDA | PL | O. | ERE |

| 24  | 100   | 176 |
| PAM | EK–KP | ERE |

| 28  | 138 | 134 |
| EDA | EK  | ERE |

| 22  | 171 | 107 |
| EDA | EK  | ERE |

| 8   | 12    | 50    | 202 |
| EDA | PASOK | EK–ND | ND  |

| 11  | 93    | 16   | 7    | 171 |
| KKE | PASOK | EDIK | Otr. | ND  |

| 13  | 172   | 115 |
| KKE | PASOK | ND  |

| 13  | 161   | 126 |
| KKE | PASOK | ND  |

| 28  | 125   | 146 |
| SYN | PASOK | ND  |

| 22  | 129   | 149 |
| SYN | PASOK | ND  |

| 20  | 123   | 6  | 150 |
| SYN | PASOK | O. | ND  |

| 9   | 170   | 111 | 10 |
| KKE | PASOK | ND  | PA |

| 11  | 10  | 9   | 162   | 108 |
| KKE | SYN | DIK | PASOK | ND  |

| 11  | 6   | 158   | 125 |
| KKE | SYN | PASOK | ND  |

| 12  | 6   | 117   | 165 |
| KKE | Sy. | PASOK | ND  |

| 22  | 14     | 102   | 152 | 10   |
| KKE | Syriza | PASOK | ND  | LAOS |

| 21  | 13     | 160   | 91 | 15   |
| KKE | Syriza | PASOK | ND | LAOS |

| 26  | 52     | 19    | 41    | 108 | 33   | 21 |
| KKE | Syriza | DIMAR | PASOK | ND  | ANEL | XA |

| 12  | 71     | 17    | 33    | 129 | 20   | 18 |
| KKE | Syriza | DIMAR | PASOK | ND  | ANEL | XA |

| 15  | 149    | 13    | 17 | 76 | 13   | 17 |
| KKE | Syriza | PASOK | TP | ND | ANEL | XA |

| 15  | 145    | 17   | 11 | 9  | 75 | 10   | 18 |
| KKE | Syriza | DYSI | TP | EK | ND | ANEL | XA |

| 15  | 86     | 22    | 158 | 10 |
| KKE | Syriza | KINAL | ND  | EL |

| 26  | 71     | 41    | 146 | 16 |
| KKE | Syriza | PASOK | ND  | EL |

| 21  | 8  | 47     | 32    | 158 | 12 | 10   | 12 |
| KKE | PE | Syriza | PASOK | ND  | EL | NIKI | SP |

## Edificio sede

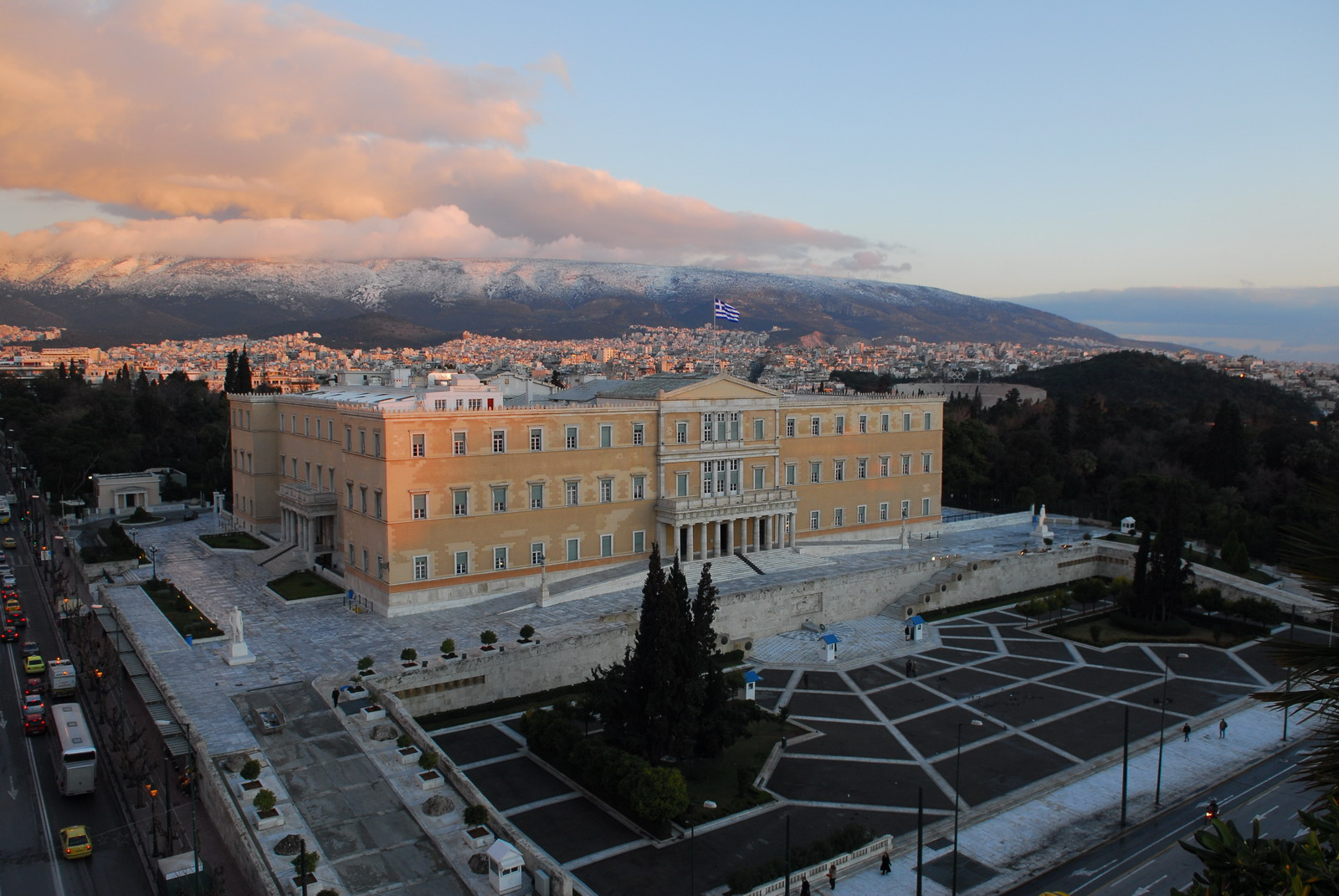
El Antiguo Palacio Real visto desde el aire.

El edificio servía originalmente como el palacio de la monarquía de Grecia, hasta 1924, cuando la monarquía fue suprimida por referendo. Durante 2 años, sirvió como hospital y museo. En septiembre de 1926, el gobierno decidió su transformación como sede del Parlamento Helénico.
Las mejoras están en curso, algunos de ellas significativas (tales como la adición de una estructura de aparcamiento para 800 vehículos), para asegurarse que el edificio pueda seguir funcionando con eficacia. A pesar de las renovaciones, las funciones parlamentarias han superado la capacidad del edificio, y algunos servicios auxiliares se han trasladado a oficinas de la zona alrededor de la plaza Syntagma. [cita requerida]

## Composición de la XX legislatura
El actual Consejo de los Helenos se constituyó el 25 de junio de 2023 y su composición es la siguiente:
| Composición del Parlamento Helénico —20.ª Legislatura— | |                     |                                   |                                     |                              |
| Partidos políticos                                     | Partidos políticos | Líder parlamentario | Escaños (antes de las elecciones) | Escaños (después de las elecciones) | Escaños (composición actual) |
|                                                        | Nueva Democracia (ND) Νέα Δημοκρατία (NΔ) Néa Dimokratía (ND)                                                                        | Kyriakos Mitsotakis | 146/300                           | 158/300                             | 155/300                      |
|                                                        | Movimiento para el Cambio (PASOK-KIDISO) Κίνημα Αλλαγής (ΠΑΣΟΚ—ΚΙΔΗΣΟ) Kinima Allagis (PASOK—KIDISO)                                 | Nikos Androulakis   | 40/300                            | 32/300                              | 33/300                       |
|                                                        | Coalición de la Izquierda Radical (SYRIZA) Συνασπισμός Ριζοσπαστικής Αριστεράς (ΣΥΡΙΖΑ) Synaspismós Rizospastikís Aristerás (SYRIZA) | Sokratis Famellos   | 71/300                            | 47/300                              | 26/300                       |
|                                                        | Independientes | -                   | 0/300                             | 0/300                               | 22/300                       |
|                                                        | Partido Comunista de Grecia (KKE) Κομμουνιστικό Κόμμα Ελλάδας (ΚΚΕ) Kommounistikó Kómma Elládas (KKE)                                | Dimitris Kutsumbas  | 26/300                            | 21/300                              | 21/300                       |
|                                                        | Solución Griega (EL) Ελληνική Λύση (Λ) Elliniki Lisi (EL)                                                                            | Kyriakos Velopoulos | 16/300                            | 12/300                              | 11/300                       |
|                                                        | Nueva Izquierda (NA) Νέα Αριστερά (ΝE.ΑR.) Néa Aristerá (NA)                                                                         | Alexis Haritsis     | 0/300                             | 0/300                               | 11/300                       |
|                                                        | Victoria (Niki) Δημοκρατικό Πατριωτικό Λαϊκό Κίνημα (NIKH) Dimokratikó Patriotikó Laikó Kínima (Níki)                                | Dimitris Natsios    | 0/300                             | 10/300                              | 10/300                       |
|                                                        | Curso de la Libertad (PE) Πλεύση Ελευθερίας (ΠE) Plefsi Eleftherias (PE)                                                             | Zoe Konstantopoulou | 0/300                             | 8/300                               | 6/300                        |
|                                                        | Espartanos Σπαρτιάτες Spartiátes | Vasilis Stigkas     | 0/300                             | 12/300                              | 5/300                        |
| Fuente: Consejo de los Helenos                         | |                     |                                   |                                     |                              |